# My Bodyguard
My Bodyguard (Cuidado Com Meu Guarda-Costas, no Brasil) é um filme de comédia dramática produzido nos Estados Unidos, dirigido por Tony Bill e lançado em 1980.

## Sinopse
O jovem Clifford Peache (Chris Makepeace) mora em um hotel de Chicago com seu pai (Martin Mull), e sua avó (Ruth Gordon), tem dificuldades em se adaptar à sua nova escola, onde um aluno valentão chamado Melvin Moody (Matt Dillon) aterroriza os alunos da escola e extorque seu dinheiro para pagar o lanche, acompanhado pelos capangas Dubrow (Richard Bradley), Koontz (Tim Reyna) e Hightower (Dean R. Miller), com a desculpa de protegê-los de Ricky Linderman (Adam Baldwin), que também possui má fama. Clifford, então, contrata os serviços de Ricky e, posteriormente, os dois se unem para derrotar Melvin e seus comparsas.

## Elenco
- Chris Makepeace ... Clifford Peache
- Adam Baldwin ... Ricky Linderman
- Matt Dillon ... Melvin Moody
- Richard Bradley ... Dubrow
- Tim Reyna ... Koontz
- Dean R. Miller ... Hightower
- Ruth Gordon ... Avó de Clifford
- Martin Mull ... Pai de Clifford
- Joan Cusack ... Shelley
- Hank Salas ... Mike
- Kathryn Grody ... Senhorita Jump
- Todd Loyd ... Chip Ozgood
- John Houseman ... Dobbs
- Craig Richard Nelson ... Griffith
- George Wendt ... Mecânico
- Jennifer Beals ... Amiga de Clifford (não creditada)
- Denise Baske ... Leilani
- Vicky Nelson ... Freddy
- Tom Rielly ... Reissman
- Paul Charbonneau ... Allen
- Laura Salenger ... Garota
- Bert Hoddinott ... Burt
- Cindy Russ ... Cheerleader
- Laurie McEathron ... Cheerleader
- Lori Mandell ... Garota que chora
- Dean Devlin ... Garoto
- Dick Cusack ... Diretor Roth
- Dorothy Scott ... Bibliotecária
- Angelo Anthony Buscaglia Jr. ... Treinador de basquete
- Kitt York ... Comissária de bordo
- Marge Kotlisky ... Senhora Linderman
- Tim Kazurinsky ... Trabalhador
- Bill Koza ... Senhor Dunphy
- Vivian Smolen ... Senhora Dunphy
- Bruce Jarchow ... Roberto
- Andrea Dillon ... Anfitriã
- Leonard Mack ... Custodiante
- Jerome Myers ... Contador
- Freddy Moss ... Contador
- Joseph Cohn ... Contador
- Pat Billingsley ... Professor de Biologia
- Barbara Hoddinott ... Professora no corredor
- Eddie Gomez ... Eddie
- Sandra Bogan ... Joan (não creditada)
- Allison Caine ... Personagem não creditada
- Gary Houston ... Bêbado no Parque (não creditado)
- Beth Lane ... Dançarina
- Steven Rozic ... Porteiro do Hotel (não creditado)